# Augusto Carlos Cardoso Bacelar de Sousa Azevedo

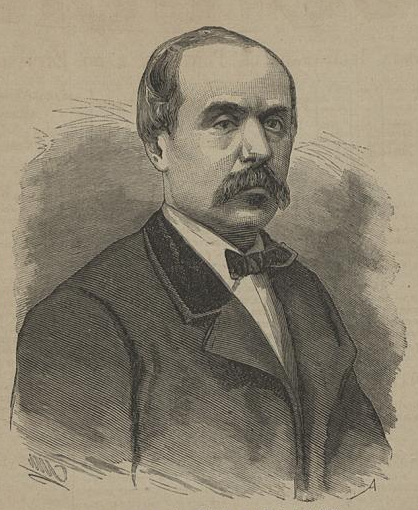
Visconde de Algés

Augusto Carlos Cardoso Bacelar de Sousa Azevedo, o segundo Visconde de Algés, (Lisboa, 2 de dezembro de 1827 — 9 de maio de 1882) foi um nobre e visconde de Portugal, filho de José António de Sousa Azevedo 1.º visconde de Algés.
Foi colaborador da publicação periódica Revista universal lisbonense (1841-1859)